# Ferenc Szojka
Ferenc Szojka (en húngaro: Szojka Ferenc) (Salgótarján, Hungría, 7 de abril de 1931 - Salgótarján, 17 de septiembre de 2011) fue un futbolista húngaro que jugaba como centrocampista.

## Selección nacional
Fue internacional con la selección de fútbol de Hungría en 28 ocasiones y convirtió un gol. Formó parte de la selección subcampeona de la Copa del Mundo de 1954.

### Participaciones en Copas del Mundo
| Mundial                        | Sede   | Resultado      | Partidos | Goles |
| ------------------------------ | ------ | -------------- | -------- | ----- |
| Copa Mundial de Fútbol de 1954 | Suiza  | Subcampeón     | 1        | 0     |
| Copa Mundial de Fútbol de 1958 | Suecia | Fase de grupos | 2        | 0     |

## Clubes
| Club             | País    | Año       |
| ---------------- | ------- | --------- |
| Salgótarjáni BTC | Hungría | 1950-1966 |

## Palmarés

### Distinciones individuales
| Distinción                    | Año  |
| ----------------------------- | ---- |
| Futbolista del año en Hungría | 1956 |